# Flexamia curvatus
Flexamia curvatus är en insektsart som beskrevs av Delong 1926. Flexamia curvatus ingår i släktet Flexamia och familjen dvärgstritar. Inga underarter finns listade i Catalogue of Life.